# Lijst van spelers van Liverpool FC (Uruguay)
Deze lijst omvat voetballers die bij de Uruguayaanse voetbalclub Liverpool Fútbol Club spelen of gespeeld hebben. De namen van de spelers zijn alfabetisch gerangschikt.

## A
- Amaranto Abascal
- Manuel Abreu
- Nicolás Acevedo
- Michel Acosta
- Hector Acuña
- Carlos Aguiar
- Luís Aguiar
- Rodrigo Aguirre
- Luis de Agustini
- Rubén Alejandro
- Emiliano Alfaro
- Luis Almada
- Christian Almeida
- Atilio Álvez
- Juan Álvez
- Guillermo de Amores
- Ricardo Aparicio
- Eduardo Aranda
- Nicolás Arbiza

## B
- Luis Barbat
- Jonathan Barboza
- Adrian Berbia
- Nicolás Biglianti
- Johnatan Blanes
- Fernando Bonjour

## C
- Osvaldo Canobbio
- Luís Cardoza
- Martín Cardozo
- Matias Castro
- Fabián Césaro
- Fabrizio Cetraro
- Maximiliano Córdoba
- Nicolás Correa

## D
- Aldo Díaz
- Alejandro Díaz
- Juan Díaz
- Mauricio Díaz

## F
- Mauricio Felipe
- Antonio Fernández
- Martín Ferrando
- Hernán Figueredo
- Elías Figueroa
- Mauren Franco
- Jorge Fucile

## G
- Pablo Gaglianone
- Carlos García
- Gabriel García
- Alberto Gómez
- Andreé González
- Diego González
- Ignacio González
- Matias González
- Sebastián Grunullú
- Nicolás Guevara
- Walter Guglielmone

## H
- Enzo Herrera

## K
- Martin Kanga

## L
- Julián Lalinde
- Máximo Lucas

## M
- Carlos Macchi
- Fernando Maceira
- Marcelo Mansilla
- Sergio Martinez
- Alexander Medina
- Ignacio Medina
- Leonardo Medina
- Sergio Migliaccio
- Denis Milar
- Julio Montero
- Maximiliano Montero
- Mathías Morales
- Agustín Morello
- Juan Mujica
- Murilo

## N
- Amaro Nadal
- Darwin Nieves
- Carlos Núñez

## P
- Paolo Patritti
- Danilo Peinado
- Gerardo Pelusso
- Pablo Pereira
- Paulo Pezzolano
- Gonzalo Porras
- Renzo Pozzi
- José Puente

## R
- Nicolás Raimondi
- Max Rauhofer
- Cristian Restrepo
- Mathias Riquero
- Andrés Rodales
- Carlos Rodales
- Cristian Rodríguez
- Matias Rosa
- Andrés Rotundo
- Nicolas Rotundo
- Pablo Royón
- Julian Ruelli

## S
- Carlos Sánchez
- Daniel Sánchez
- Carlos Santucho
- Raúl Savoy
- Flavio Scarone
- Gonzalo Sena
- Francisco Silva
- Néstor Silva
- Christian Silvera
- Marcelo Silvera
- Sebastián Soria
- Hugo Souza
- Jhonatan Souza Motta
- Adrián Speranza
- Sebastián Suárez

## T
- Lucas Tamareo
- Raúl Tarragona
- Juan Tejera
- Marcelo Tejera
- Walter Tourreilles
- Juan Toya

## V
- Gustavo Varela
- Ricardo Varela
- Sebastián Vázquez
- Diego Vera
- Gonzalo Vicente
- Nicolas Vikonis
- Ramón Villaverde
- Cristian Villoldo